# Global Climate Coalition
Die Global Climate Coalition (GCC, deutsch: Globale Klima-Koalition) war eine von einer Reihe großer Industrieunternehmen finanzierte Lobbyorganisation, die 1989 als ein früher Vertreter einer Frontgruppe der organisierten Klimaleugnerbewegung gegründet wurde. Ihre Aufgabe war es, Belege für die menschengemachte globale Erwärmung zu bekämpfen und Klimaschutzmaßnahmen zu verhindern, ohne dass direkte Rückschlüsse auf die sie finanzierenden Unternehmen, vorrangig aus der Energie- und Autobranche, gezogen werden konnten. Für ihre Aktivitäten bediente sie sich des Greenscammings, einer PR-Technik, bei der sich Gruppierungen als Umweltschutzorganisationen ausgeben, in Wahrheit aber gegen Umweltschutzinteressen kämpfen.

## Geschichte
Die Gründung der Global Climate Coalition ging auf das American Petroleum Institute (API) zurück, den Lobbyverband der US-Ölindustrie. Das API hatte als Reaktion auf die Rede von James E. Hansen zur Erderwärmung vor dem US-Kongress im Juni 1988 etwa 100.000 Dollar in eine Strategie zum Umgang mit dem Kohlendioxid-Problem investiert. Ein kleiner Teil davon floss in die Gründung der Global Climate Coalition, die ihre Geschäfte zunächst vom Sitz der National Association of Manufacturers aus betrieb. Neben dem API schlossen sich ihr schnell weitere Mitglieder an wie die United States Chamber of Commerce sowie 13 weitere Handelsorganisationen, darunter die Verbände der Kohleindustrie, der Autoindustrie sowie der Elektrizitätswirtschaft. Darüber hinaus gehörten ihr unter anderem die Mineralölkonzerne ExxonMobil, Royal Dutch Shell, BP und Texaco sowie die Autohersteller Ford, General Motors und DaimlerChrysler an. Weitere Mitglieder waren verschiedene Eisenbahnunternehmen, die stark am Transport von Kohle profitierten, sowie ein zugehöriger Eisenbahnverband.

## Wirken
Ihre Ziele verfolgte die GCC, indem sie Zweifel an den wissenschaftlichen Erkenntnissen zur globalen Erwärmung säte. Hierzu zog sie einerseits grundlegende wissenschaftliche Erkenntnisse öffentlich in Zweifel und gab andererseits die tatsächlich bestehenden Unsicherheiten des Forschungsstandes in Detailfragen als grundlegende Unsicherheiten aus. Es gelang ihr, sogenannte Klimaskeptiker in öffentlichen medialen Diskussionen zu platzieren und dadurch in der Öffentlichkeit den irrigen Eindruck zu erwecken, es handele sich bei der globalen Erwärmung nicht um einen Konsens in der Wissenschaft, sondern um eine wissenschaftliche Kontroverse. Besonders aktiv war die GCC in ihrem Widerstand gegen die amerikanische Unterzeichnung des Kyoto-Protokolls; zudem spielte sie eine wichtige Rolle bei den Angriffen auf den Klimaforscher Benjamin Santer, dem sie die Manipulation eines Kapitels des Zweiten Sachstandsberichtes des IPCC vorwarf. Ziel dieser unbegründeten Attacken war es, den Report und damit den IPCC insgesamt zu diskreditieren.
Ursprünglich war sie dafür ausgelegt, als Reaktionsorgan für die Weitergabe von Meldungen über potentielle Regulierungsmaßnahmen zu dienen. Schon sehr bald nach ihrer Gründung begann sie jedoch eine von der PR-Abteilung des American Petroleum Institute koordinierte Pressekampagne. Hierfür gab das GCC ausgewählte Informationen an ihr gewogene Politiker weiter und fragte zugleich bei Wissenschaftlern an, die den Klimawandel in der Vergangenheit bereits bezweifelt hatten. Zu diesen Wissenschaftlern zählten mit Fred Singer und Patrick J. Michaels zwei Männer, die zuvor ebenfalls schon den Abbau der Ozonschicht durch FCKWs bestritten hatten, sowie Richard Lindzen. Das API offerierte ihnen für die Publikation von Meinungsartikeln in Zeitungen eine Summe von 2000 Dollar. Die ersten dieser Artikel erschienen im Oktober 1989. In diesen bestritten Lindzen, Singer und weitere Wissenschaftler von der Global Climate Coalition ausgewählte Wissenschaftler klimatologische Aussagen, die zuvor von niemandem bezweifelt worden waren, was der öffentlichen Wahrnehmung des zuvor kaum umstrittenen Klimathemas plötzlich einen gänzlich anderen Spin verlieh, auch wenn die vorgetragenen Argumente jeweils widerlegt wurden. So behauptete Singer beispielsweise, dass es „in der wissenschaftlichen Gemeinschaft erhebliche Zweifel am Treibhauseffekt“ gäbe. Viele weitere Medien griffen die Behauptungen auf, schrieben Artikel über die „Erderwärmungs-Panik“ oder fragten, ob bei dem Klimawandel „Alles nur heiße Luft sei“. Insgesamt kam es, gerade durch die falsche Ausgewogenheit vieler Journalisten, zu einem plötzlichen Übergewicht an Zweifeln an der Klimaforschung in den US-Medien, obwohl zu diesem Zeitpunkt tatsächlich nur etwa ein halbes Dutzend Wissenschaftler offen am Treibhauseffekt zweifelten.
1993, kurz nachdem der neu gewählte Präsident Bill Clinton als Reaktion auf die Konferenz der Vereinten Nationen über Umwelt und Entwicklung 1992 eine Energiesteuer vorschlug, übernahm William O’Keefe, der stellvertretender Leiter des API war, die Global Climate Coalition. Ausgestattet mit 1,8 Mio. US-Dollar vom API begann O’Keefe mit der GCC eine Desinformationskampagne gegen diesen Vorschlag. In deren Folge verbündeten sich demokratische Senatoren aus Bundesstaaten, in denen Öl und Kohle eine große Rolle spielte, mit den Republikanern gegen dieses Gesetzesvorhaben. Dieses Bündnis wiederum gilt zugleich als Grund für eine große Wahlniederlage der Demokraten 1994, bei der sie erstmals in über vier Jahrzehnten beide Kammern an die Republikaner verloren.
In den weiteren Jahren hielt die GCC seine Tätigkeiten aufrecht und gab jedes Jahr mindestens eine Million US-Dollar für den Kampf gegen Klimaschutz aus. 1997 koordinierte sie die Aktivitäten der US-Wirtschaft sowie der Republikaner im Kampf gegen das Kyoto-Protokoll, wobei sie alleine eine 13 Millionen Dollar teure Anzeigenkampagne gegen den Vertrag auflegte. Schließlich unterzeichnete eine Abordnung der Regierung Clinton zwar das Protokoll, es kam aber nie zu einer Ratifizierung durch die Vereinigten Staaten, nachdem eine Probeabstimmung im US-Senat einstimmig abgelehnt worden war.
Ihre Lobby- und PR-Aktivitäten gegen die Klimaforschung führte die Global Climate Coalition trotz des Wissens der Mitgliedergesellschaften aus, dass deren Ergebnisse wissenschaftlich fundiert waren. So hatte unter anderem eine interne Sachstandsbewertung ergeben, dass die Behauptungen von Klimaskeptikern „keine überzeugenden Argumente gegen das konventionelle Modell des durch Treibhausgase verursachten Klimawandels boten“. Auf diese Weise täuschte die GCC Entscheidungsträger jahrelang über die wissenschaftlichen Fakten und verzögerte entschlossene Klimaschutzmaßnahmen immer weiter. Al Gore warf der GCC vor, „einen schwereren Betrug als Madoff“ begangen zu haben. Die GCC habe Personen angelogen, die ihnen vertraut haben, um Geld einzunehmen.
Ausgelöst vom großen Erfolg der Global Climate Coalition wurden rasch eine Vielzahl ähnlicher Lobbygruppen gegründet, von denen viele angesichts ihrer Tätigkeiten massiv irreführende Namen trugen. Hierzu zählten z. B. Citizens for the Environment, das Information Council on the Environment, die Advancement of Sound Science Coalition, die Cooler Heads Coalition oder das Global Climate Information Project.
Als im Jahr 2000 George W. Bush US-Präsident wurde, änderten die Global Climate Coalition sowie viele weitere Klimaleugnerorganisationen ihre PR-Strategie: Hatten sie zuvor lediglich behauptet, dass „Ausmaß und zeitlicher Verlauf“ der globalen Erwärmung unsicher seien, und damit das Eintreten einer klimatologischen Katastrophe nicht generell ausgeschlossen, begannen sie nun, die Grundlagen der Klimaforschung an sich zu bestreiten; das Fundament einer Wissenschaft, deren Basis bis ins 19. Jahrhundert zu John Tyndall und Svante Arrhenius zurückreicht. Für Nathaniel Rich „eine rhetorische Volte, vergleichbar mit einem Historiker, der von der Behauptung, die Sklaverei sei nicht der Hauptgrund für den [amerikanischen] Bürgerkrieg gewesen, zu der Behauptung übergeht, die Sklaverei habe es nie gegeben“.
2002 löste sich die Global Climate Coalition auf, nachdem die Mitglieder davon überzeugt waren, dass die Regierung George W. Bush ihre Ziele verfolgte. Zuvor waren bereits viele wichtige Mitglieder ausgetreten, die mit dem Vorgehen der GCC nicht mehr einverstanden waren. Beispielsweise kommentierte ein Shell-Manager, sie „wollten nicht in die gleiche Falle tappen wie die Tabakunternehmen, die sich irgendwann in ihren eigenen Lügen verstrickt haben.“